# Hour (Houyet)
Pour les articles homonymes, voir Hour (homonymie).
Pour l’article ayant un titre homophone, voir Our.
Hour (en wallon Hour-dilé-Houyet) est une section et un village de la commune belge de Houyet située en Wallonie dans la province de Namur.
C'était une commune à part entière avant la fusion des communes de 1977.

## Géographie

### Hameaux
- Havenne.
- Lissoir.
- Petite-Hour.

## Évolution démographique
- Source: DGS, 1831 à 1970=recensements population, 1976= habitants au 31 décembre

## Histoire

### Anecdote
Hour fut le point de départ du second vol stratosphérique de Max Cosyns.

## Patrimoine et culture

### Patrimoine architectural

#### Patrimoine classé
- Chapelle Notre-Dame-de-Grâce de Hour.